# Rodni studiji
Rodni studiji (eng. Gender studies) naziv je za područje interdisciplinarnog proučavanja roda, rodnog identiteta i pojava vezanih uz njih. Rodni studiji većinom su u sastavu sveučilišnih ustanova, a uključuju područja ženskih studija, muških studija i LGBT studija.
Rodni studiji proučavaju i kako rasa, etnicitet, nacionalnost, geografski položaj, društvena klasa i invalidnost međusobno djeluju na rodna i seksualna iskustva.

## Povijest
Prve institucije toga tipa su se razvile iz tzv. ženskih studija, sveučilišnih projekata proizašlih iz inicijative feminističkih krugova krajem 1960-ih godina u SAD-u. Prve su bile osnovane 1970. godine na Državnom sveučilištu New York (SUNY) i Državnom sveučilištu u San Diegu; potom je taj primjer slijedio veći broj sveučilišta u raznim zemljama.
Na raznim sveučilištima rodni studiji djeluju pod nazivima „studije roda, feminizma i seksualnosti”, „feminističke i rodne studije”, „ženske studije” i slično. Od samih su početaka snažno povezani s pitanjima LGBT-a zbog nezanemarivog doprinosa lezbijskih feministica njihovom radu.
Teorijske postavke rodnih studija postale su s vremenom prijeporno kulturalno pitanje; njihovi kritičari koriste za njih naziv „rodna ideologija”. Osobito snažni izvor kritike su krugovi vezani uz Katoličku crkvu.

### Hrvatska
U Hrvatskoj još nijedno sveučilište nije organiziralo program ženskih studija, ali u Zagrebu od 1995. godine djeluje ambiciozno postavljen „Centar za ženske studije”, koji je povezan s nizom srodnih udruga i sveučilišnih programa u okolnim zemljama i šire u svijetu.

#### Sveučilište u Zagrebu
Najava osnivanja diplomskog programa rodnih studija pri Filozofskom fakultetu u Zagrebu izazvala je u Hrvatskoj 2024. godine političke prijepore. Proces uvođenja studija obustavljen je zbog promjene Zakona o osiguravanju kvalitete netom prije akreditacije programa. Odluka o prekidu uvođenja programa uzrokovala je optužbe da Ministarstvo znanosti, obrazovanja i mladih djeluje politički te krši autonomiju sveučilišta, što su neki saborski zastupnici podržali na temelju odluke Hrvatskog sabora o Istanbulskoj konvenciji.

## Znanstveni i društveni rad
Rodni studiji djeluju sa svrhom istraživanja o društvenom položaju žena i LGBT-a, objavljivanja raznih publikacija o tim tematikama i obrazovanja mladih stručnjaka za rad u problematici žena i LGBT-a. Također se nastoji međusobno povezati stručnjake koji u svijetu rade na rodnim studijima. Centar za ženske studije Zagreb ističe da djeluje „na podizanju svijesti žena”, nastoji „osnažiti žene u političkim i civilnim inicijativama”, te poticati na „samoosnaživanje kroz preuzimanje odgovornosti za društvene promjene”. Kod Centra za rodne studije u Novom Sadu ističu da su „studije roda u svijetu i našoj sredini doprinijele preispitivanju ustaljenih načina mišljenja, ponašanja i kulturnih obrazaca u čijoj su se osnovi nalazili patrijarhalni principi.”

## Kritike
U redovima znanstvene zajednice postoje stanovite kritike na prikladnost pristupa koje znanstvenici okupljeni oko rodnih studija imaju u pristupu svojim predmetima istraživanja, a koji je u velikoj mjeri obojen postmodernim tzv. „feminizmom trećeg vala”.
Švedska autorica Helen Lindberg 2009. godine piše da su feminističke teorije visoko ideologizirane i da je ideološki obojeni „feministički pristup” adekvatan samo za postavljanje pitanja za znanstveno istraživanje, a ne i za davanje znanstvenih odgovora, koji predmnijevaju znanstvenu nepristranost. Ta autorica ukazuje na sličnosti povijesnog marksizma i suvremenih pokušaja stvaranja feminističke socijalne teorije, za koju smatra da se očituje u načinu razvoja ovih znanstveno-ideoloških projekata i njihovom načinu političkog djelovanja usmjerenom ka općoj ideji „oslobađanja”.
Daphne Patai i Noretta Koertge u svojoj knjizi Professing Feminism: Education and Indoctrination in Women's Studies (»Ispovijedanje feminizma: odgoj i indoktrinacija na ženskim studijima«) iz 2013. godine ocjenjuju da je nastojanje da se ženske (tj. rodne) studije na sveučilištima upotrijebe za ostvarivanje političkih ciljeva dovelo do vrlo problematičnih rezultata: upitne znanstvenosti, pedagoških praksi koje nalikuju indoktrinaciji više nego odgoju, te čak i do odbijanja mnoštva potencijalnih pobornika feminizma.

## Stajališta državnih tijela
Državna tijela u zapadnim zemljama u pravilu imaju pozitivan stav prema djelatnosti rodnih studija, s obzirom na to da ona predstavljaju dio sveučilišnog svijeta, te se u znanstvenoj zajednici djelovanje njihovih suradnika prihvaća kao znanstveni rad.
Godine 2011. Nordijsko vijeće odlučilo je ukinuti Nordijski rodni insitut (Nordisk institutt for kunnskap om kjønn), koji je od 1996. godine bio djelovao pri Sveučilištu u Oslu, kao zajednička nordijska institucija. Iz redova rodnih studija je ta odluka prihvaćena sa zabrinutošću i negodovanjem, te uz ocjenu da će se raspuštanjem osoblja i infrastrukture Instituta smanjiti kvaliteta znanja o rodnoj problematici u nordijskim zemljama, te da bi posljedično mogla opasti razina istraživanja rodne tematike u čitavoj Europi. Norveška mreža za rodne studije je u svojem godišnjem izvješću za 2010. godine ukazala na vezu između tada već najavljenog ukidanja Norveškog rodnog instituta i javne debate o (ne)znanstvenom karakteru rada na rodnim studijima koja je u to vrijeme u nordijskim zemljama trajala nakon objavljivanja serije Hjernevask.
Godine 2017. u Australiji su vlasti Novog Južnog Walesa zabranile da se školarce podučava o nekim teorijskim konceptima razvijenim na rodnim studijima, zbog njihove dubiozne utemeljenosti: tako se ne smije podučavati da bi rod bio „socijalni konstrukt”, da je seksualnost „nebinarna” i „neprestano mijenjajuća”. Iste godine je slična zabrana uvedena i za škole u Paragvaju.
Godine 2018. Švedski je parlament donio odluku o ukidanju švedske Agencije za jednakost rodova (Jämställdhetsmyndigheten). Kritičari odluke odluke parlamenta s demokršćanskom većinom ukazuju da desne političke snage u čitavoj Europi i svijetu nastoje iz ideoloških razloga razbiti institucije koje su zasnovane na teoretskih pristupima razvijenima na rodnim studijima; te govore o „globalnom napadu na rodne studije”.